# Andrew Surman
Andrew Ronald Edward Surman (ur. 20 sierpnia 1986 w Johannesburgu) – angielski piłkarz, urodzony w RPA występujący na pozycji pomocnika w Bournemouth.
31 lipca 2013 roku został wypożyczony do końca sezonu z Norwich City do Bournemouth.